# Pseudopoda albonotata
Pseudopoda albonotata är en spindelart som beskrevs av Jäger 200. Pseudopoda albonotata ingår i släktet Pseudopoda och familjen jättekrabbspindlar.
Artens utbredningsområde är Bhutan. Inga underarter finns listade i Catalogue of Life.